# Cattedrale di Manila
La cattedrale di Manila, ufficialmente cattedrale metropolitana dell'Immacolata Concezione di Maria (in filippino: Basilika Menor at Kalakhang Katedral ng Kalinis-linisang Paglilihi; in spagnolo: Basílica Menor y Catedral Metropolitana de la Inmaculada Concepción) è la sede della cattedra arcivescovile dell'arcidiocesi di Manila, nelle Filippine.
La cattedrale era originariamente la chiesa parrocchiale di Manila, sottoposta all'arcidiocesi di Città del Messico, dalla quale venne separata il 6 febbraio 1579 dopo la bolla papale Illius fulti praesidio di papa Gregorio XIII. La cattedrale venne distrutta e danneggiata diverse volte nel corso della sua storia partendo dall'originaria struttura eretta nel 1581 sino all'attuale cattedrale completata nel 1958.
La costruzione della cattedrale ebbe l'appoggio a suo tempo di papa Gregorio XIII e venne poi visitata da papa Paolo VI, papa Giovanni Paolo II e papa Francesco. Il 27 aprile 1981, Giovanni Paolo II con il breve Quod ipsum elevò la cattedrale a basilica minore.

## Storia

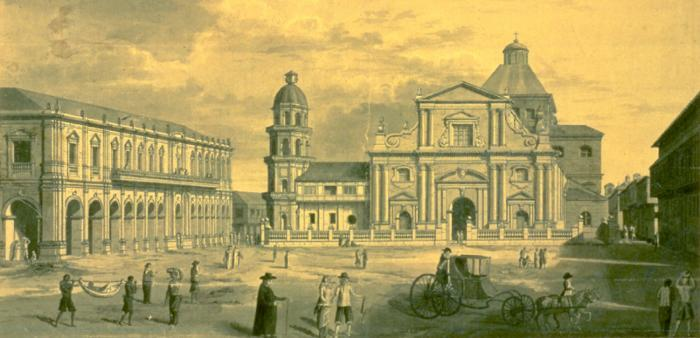
La cattedrale di Manila nel 1792, in un disegno di Fernando Brambila

La chiesa precedente la cattedrale venne eretta nel 1571 da un prete secolare, fra Juan de Vivero, che aveva avuto l'onore di battezzare Raja Matanda al suo arrivo nella baia di Manila nel 1566. De Vivero, cappellano del galeone San Gerónimo, venne inviato quindi dall'arcivescovo di Città del Messico, Alonso de Montúfar, a stabilire una parrocchia cristiana anche nelle Filippine da poco colonizzate. De Vivero divenne quindi vicario generale e primo giudice ecclesiastico della città di Manila.
Il conquistador spagnolo Miguel López de Legazpi scelse il luogo più adatto per l'edificazione della chiesa e la pose sotto il patronato di Santa Pudenziana.
Quando la chiesa venne elevata al rango di cattedrale nel 1579 (in coincidenza con l'erezione canonica della diocesi di Manila), venne costruita una nuova struttura nel 1581 ad opera di Domingo de Salazar, primo vescovo di Manila. La nuova cattedrale, realizzata in legno e bambù, venne consacrata il 21 dicembre 1581, ma venne distrutta da un incendio già nel 1583, iniziato durante la cerimonia funebre del governatore generale Gonzalo Ronquillo de Peñalosa nella chiesa di Sant'Agostino e propagatosi poi in tutta la città.
La seconda cattedrale, realizzata questa volta in pietra, venne costruita a partire dal 1592, ma venne distrutta dal terremoto nel 1600.

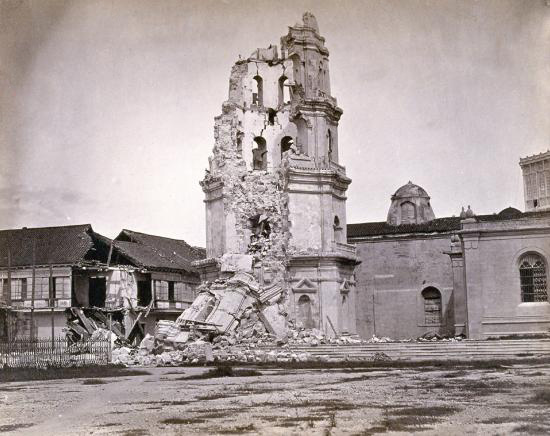
Ciò che restava della cattedrale dopo il terremoto del 1880.

La costruzione della terza cattedrale ebbe inizio nel 1614. La nuova struttura, organizzata su tre navate e dotata di sette cappelle, venne consacrata nel 1614, ma venne nuovamente abbattuta da un terremoto nel 1645.
La quarta cattedrale venne costruita tra il 1654 e il 1671. Nel 1750, una cupola a media naranja ("mezza arancia") venne costruita alla congiunzione del transetto dal frate fiorentino Giovanni de Uguccioni, che aggiunse anche un transetto alla struttura. La cattedrale venne pesantemente danneggiata nel 1863 da un terremoto particolarmente violento che danneggiò anche il palazzo del governatore generale delle Filippine.
La settima cattedrale venne quindi costruita tra il 1870 e il 1879. La croce sulla sommità della cupola centrale della cattedrale divenne un punto astronomico di longitudine per tutto l'arcipelago. Nel 1880, un nuovo terremoto rase al suolo il campanile che non venne ricostruito sino al 1958.

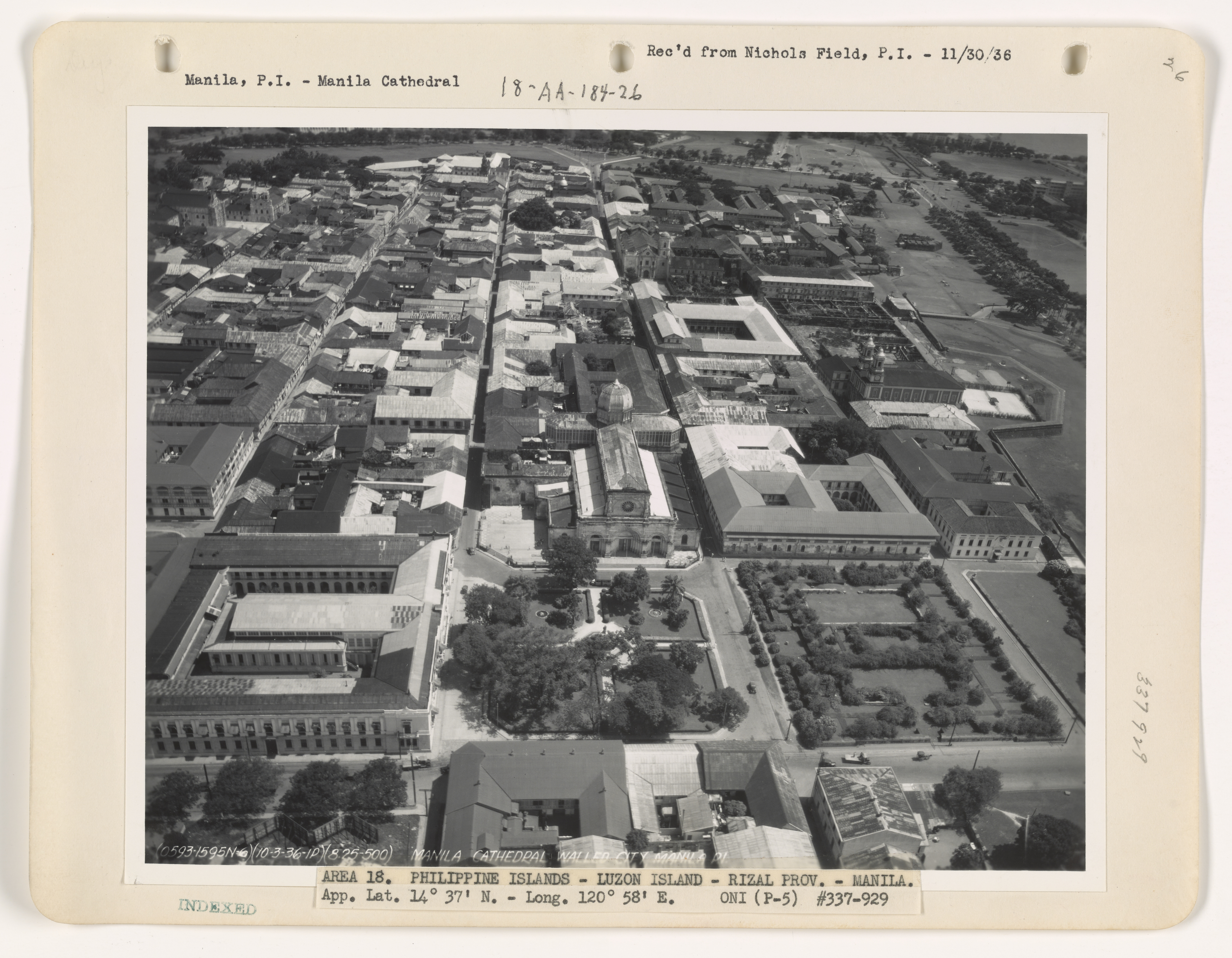
Veduta aerea della cattedrale (al centro) nel 1936.

Nel 1937, nelle Filippine si tenne il XXXIII Congresso Eucaristico Internazionale e vennero realizzate delle medaglie commemorative con l'immagine della cattedrale ad opera dello scultore Críspulo Zamora.
Questa cattedrale venne ridotta in rovina dai giapponesi nel 1945 nel corso della battaglia di Manila nel corso della seconda guerra mondiale.
Nel dopoguerra, tra il 1954 e il 1958, venne quindi costruita una nuova cattedrale sotto la guida dell'arcivescovo Rufino Jiao Santos e su progetto dell'architetto Fernando H. Ocampo.
Papa Paolo VI compì la sua visita apostolica nel 1970 e celebrò messa nella nuova cattedrale. Papa Giovanni Paolo II, il 27 aprile 1981, con il breve Quod ipsum, elevò la cattedrale a basilica minore con un motu proprio.

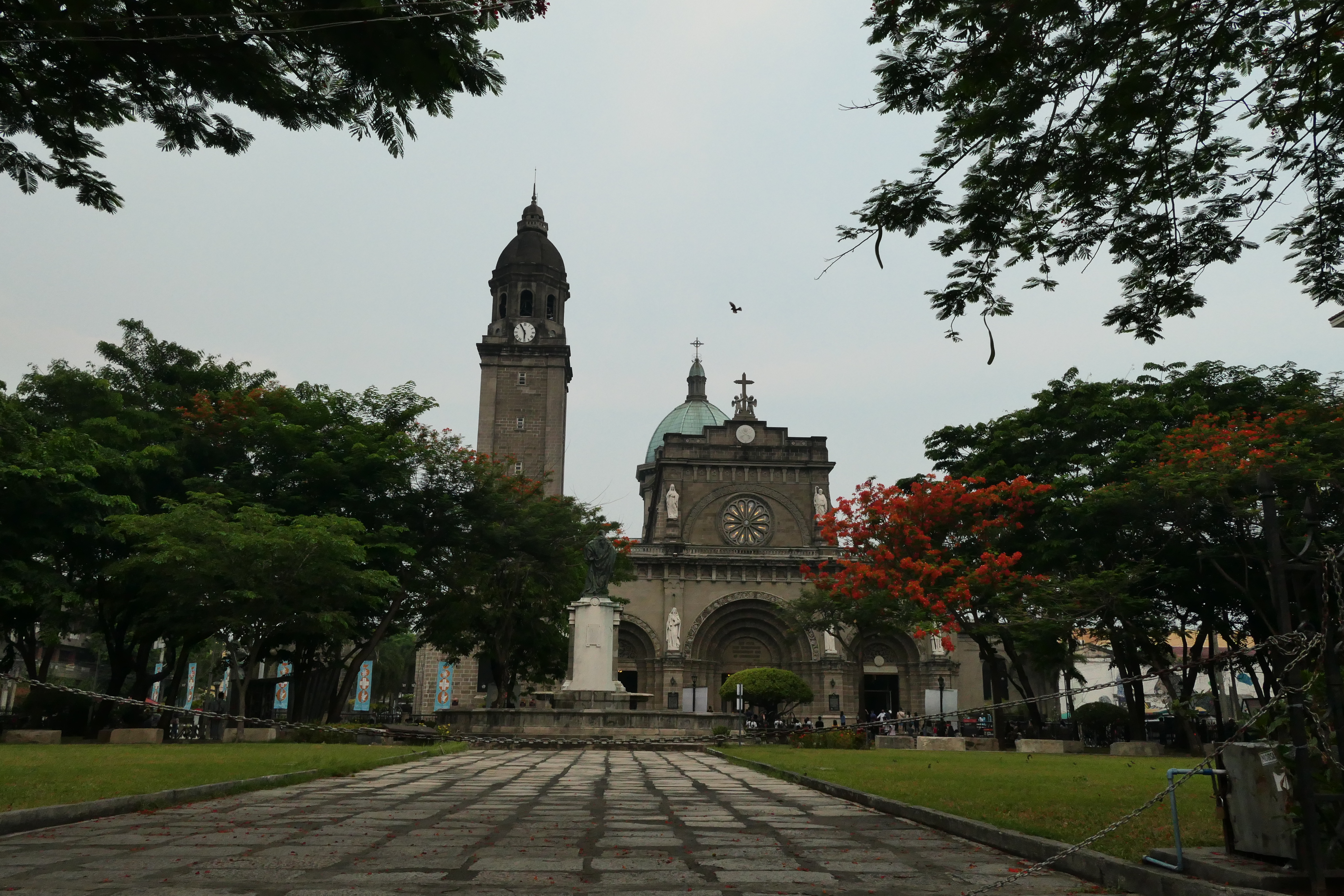
La cattedrale nel 2021.

In occasione del 50º anniversario della ricostruzione della basilica nel 2009, si è tenuto un festival organistico organizzato dalla Conferenza Episcopale delle Filippine e venne installato un nuovo organo con 5584 canne, uno dei più grandi del Sudest asiatico.
Nel febbraio del 2011, le campane della cattedrale vennero smontate dalla torre campanaria per lavori di consolidamento della struttura. Nel gennaio del 2012 le campane vennero restituite da un nuovo concerto fuso da Friedrich Wilhelm Schilling di Heidelberg, e attualmente sono tra le più grandi di tutte le Filippine.

### Restauri del 2012 e riapertura nel 2014

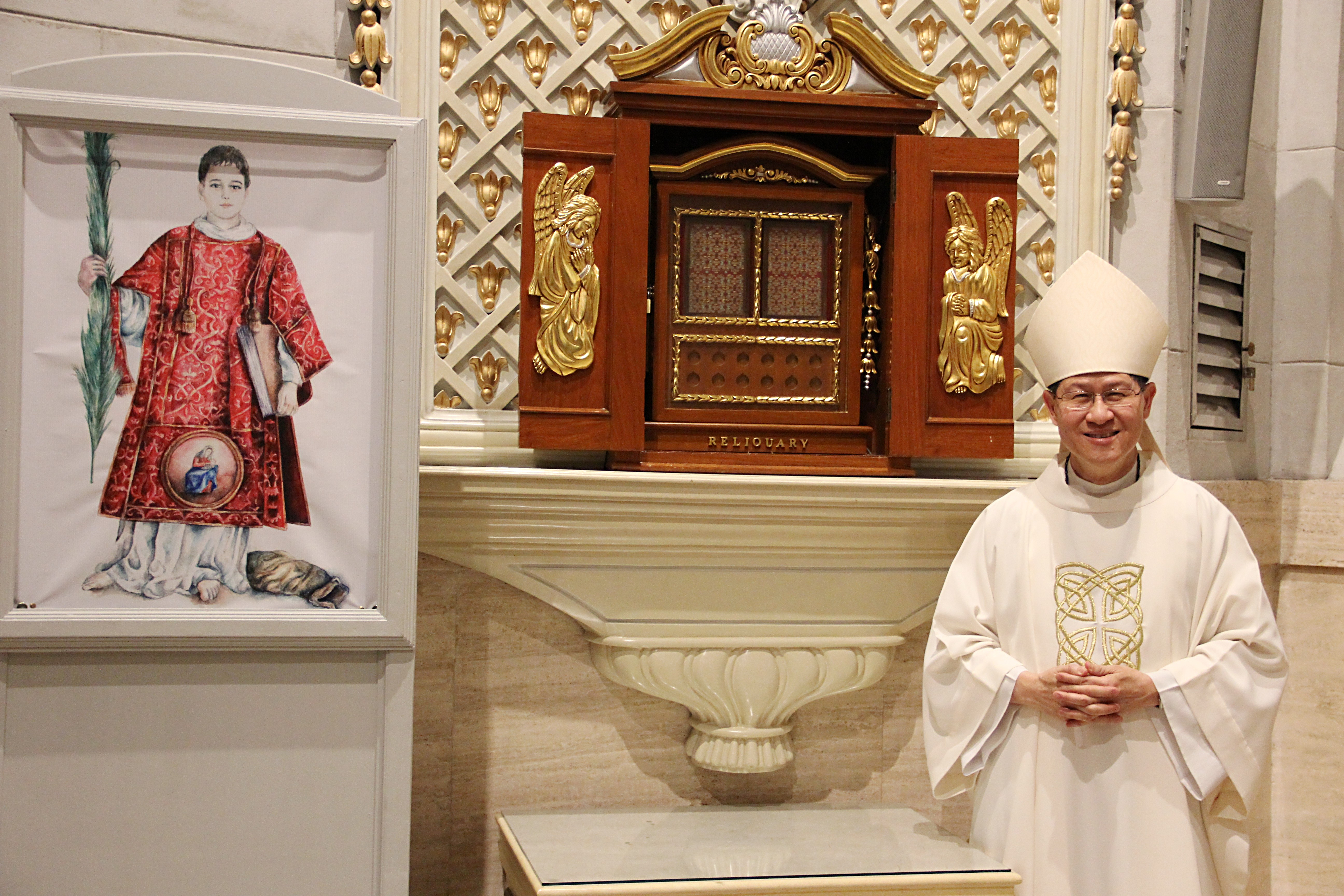
Reliquiario con frammento d'osso di San Cesario di Terracina, diacono e martire, presso la cattedrale di Manila. Nella foto il cardinale Luis Antonio Tagle.

La cattedrale venne restaurata completamente a partire dal 2012 con una serie di accorgimenti antisismici. Durante il periodo di chiusura dell'edificio, la chiesa di San Fernando de Dilao venne designata temporaneamente quale pro-cattedrale dell'arcidiocesi di Manila. Nella chiesa restaurata nel 2014, sono stati impiantati anche nuovi impianti televisivi, maxischermi, è stato migliorato il sistema audio, sono state poste luci a LED. La cattedrale venne riaperta al culto il 9 aprile 2014, dopo due anni di restauri. L'arcivescovo di Manila, il cardinale Luis Antonio Tagle presenziò alla santa messa d'apertura assieme al presidente delle Filippine, Benigno Aquino III.
Nel battistero di San Giovanni Battista, posto nel vestibolo a sinistra dell'ingresso della cattedrale, si trova un reliquiario-calendario con 365 reliquie di santi.

### Visita pontificia del (2015)
Il 16 gennaio 2015, Papa Francesco ha celebrato la sua prima messa nel corso del suo viaggio apostolico nelle Filippine proprio nella cattedrale. La messa venne celebrata insieme coi vescovi, i preti e il clero locale in tre lingue: latino, inglese e filippino.

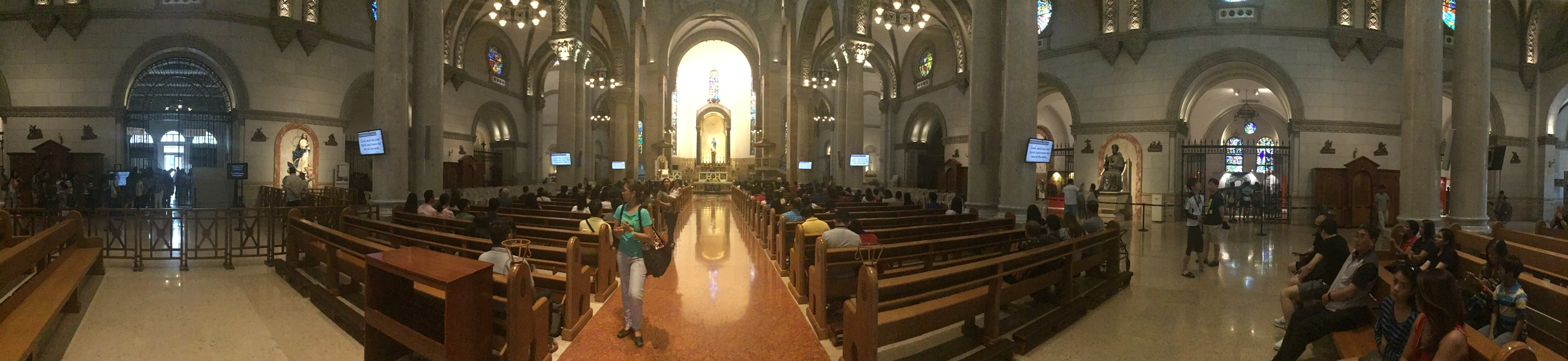
Veduta panoramica dell'interno della cattedrale

## Architettura

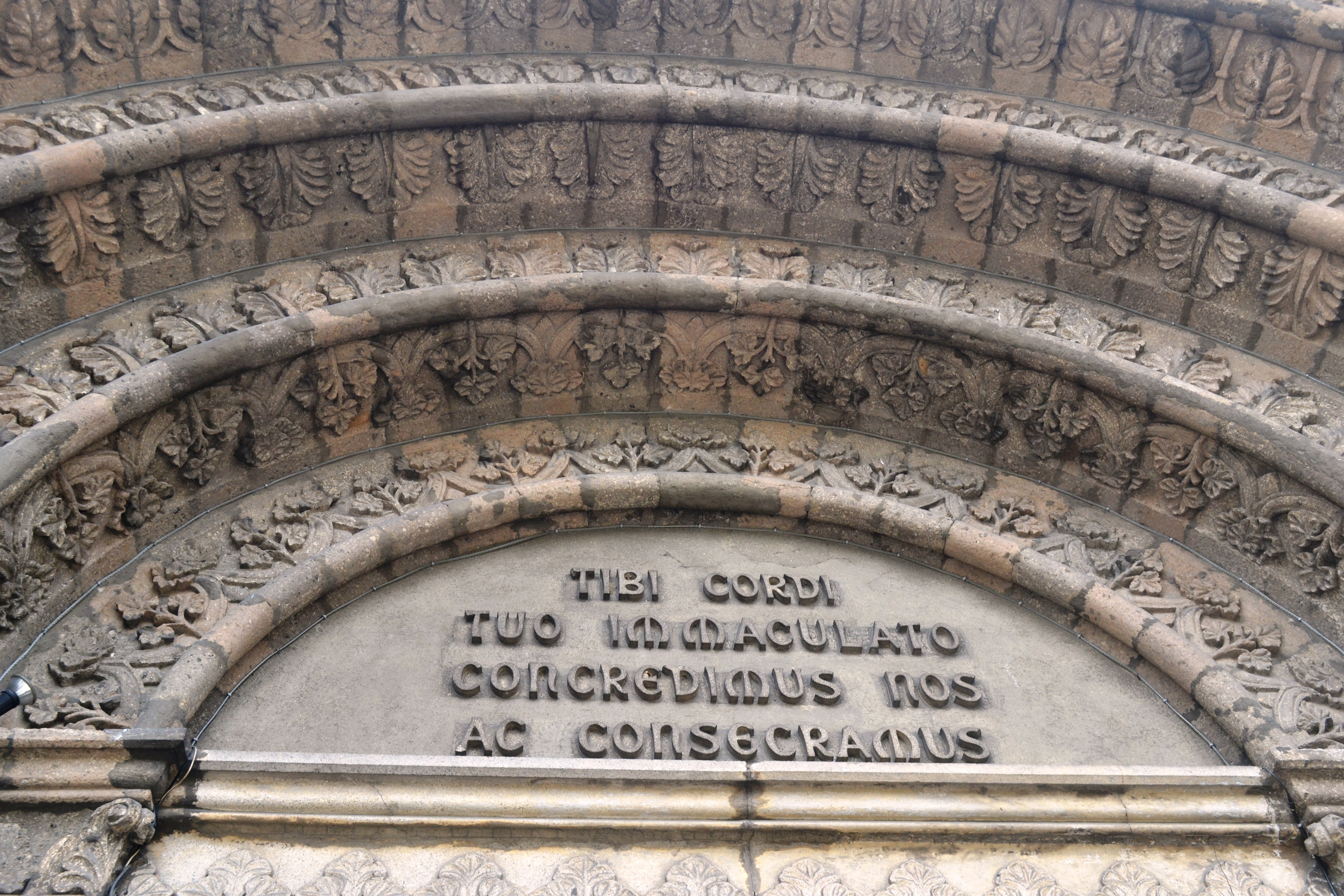
Iscrizione sul timpano del portale principale della cattedrale con la frase latina Tibi cordi tuo immaculato concredimus nos ac consecramus.

La facciata nordoccidentale è una replica della facciata della precedente cattedrale, con statue di santi noti scolpite in travertino romano. Molte opere anche all'interno della basilica sono state realizzate da artisti italiani. La statua di Santa Rosa da Lima venne realizzata dallo scultore Angelo Fattinanzi; i santi Giacomo, Andrea e Antonio abate da Livisa Papini, San Francesco Saverio e San Policarpo da Alcide Tico.

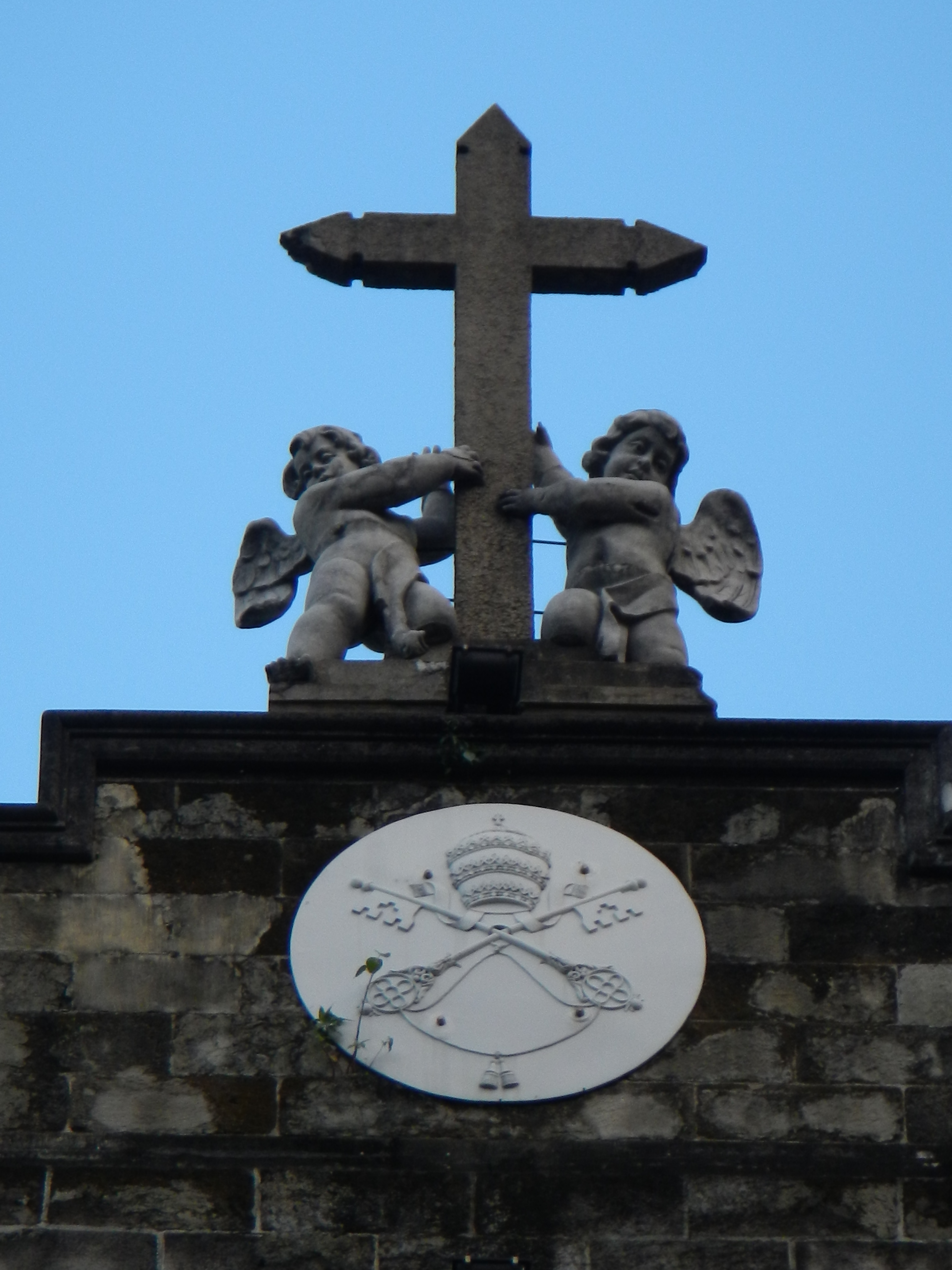
Le chiavi e la tiara pontificie vennero applicate in facciata nel 1981 a significare lo status di basilica romana concesso alla chiesa.

Con la visita di papa Giovanni Paolo II alla basilica, vennero apposte le chiavi e la tiara pontificia nel 1981 come pure venne aggiunta una replica del San Pietro in trono presente nella basilica di Roma e una statua dell'Immacolata concezione a grandezza naturale, realizzata dallo scultore italiano Vincenzo Assenza.
Il fonte battesimale, a forma di angelo e in solido bronzo, venne realizzato su progetto di Publio Morbiducci, sovrastato da un mosaico raffigurante san Giuda Taddeo di Marcello Mazzoli. La cattedrale contiene anche 134 vetrate istoriate realizzate nel 1964 dall'artista filippino Galo Ocampo, ispirate alle vicende mariane e commissionate dal cardinale Rufino Jiao Santos.

### La cattedra episcopale

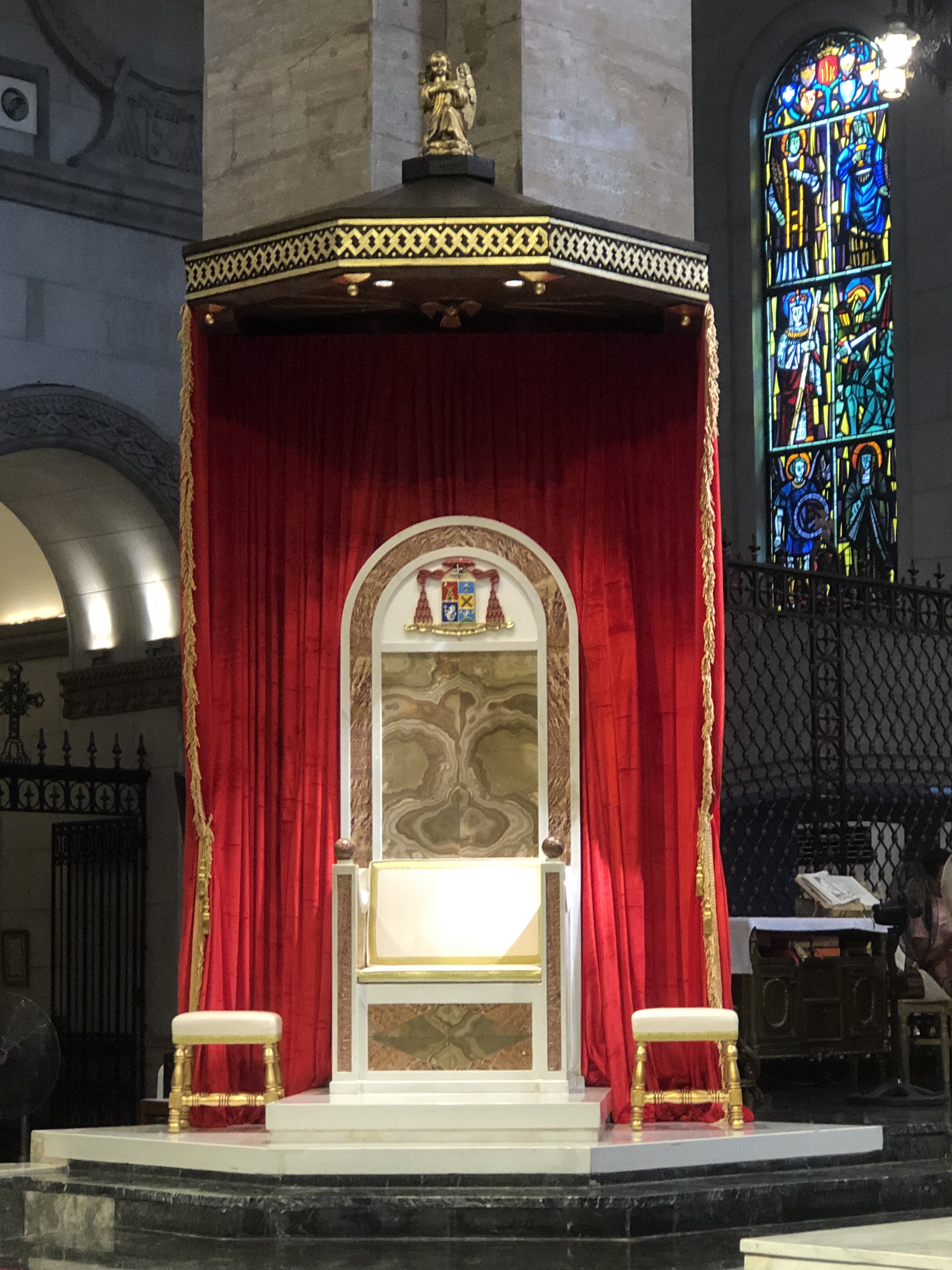
La cattedra dell'arcivescovo di Manila dopo i restauri.

La cattedra o trono episcopale dell'arcivescovo di Manila venne installata nel 1958. Realizzata in marmo messicano e di Carrara, venne disegnata dall'Istituto Internazionale d'Arte Liturgica di Roma. Essa pure ha subito un parziale rifacimento dopo i lavori di restauro conclusisi nel 2014.